# Назарова Ольга Вікторівна
О́льга Ві́кторівна Наза́рова (біл. Вольга Віктараўна Назарава нар. 27 серпня 1977  Омськ, РРФСР, СРСР) — білоруська біатлоністка. Дворазова бронзова призерка чемпіонатів світу з біатлону, чемпіонка Європи та Універсіади з біатлону, десятиразова чемпіонка світу з літнього біатлону. Учасниця Олімпійські ігор та етапів Кубка світу з біатлону.

## Виступи на Олімпійських іграх
| Рік  | Міце проведення | Інд | Спр | Пр | МС | Ест |
| 2002 | Солт-Лейк-Сіті  | 6   | 14  | 11 | —  | 7   |
| 2006 | Турин           | 7   | 8   | 7  | 6  | 4   |
| 2010 | Ванкувер        | —   | 74  | —  | —  | —   |

## Виступи на чемпіонаті світу
| Рік  | Міце проведення | Інд | Спр | Пр | МС | Ест | ЗМ |
| 2001 | Поклюка         | 23  | 36  | 13 | 14 | 13  | —  |
| 2002 | Осло            | —   | —   | —  | 3  | —   | —  |
| 2003 | Ханти-Мансійськ | 22  | 13  | 18 | 25 | 4   | —  |
| 2004 | Обергоф         | 11  | 22  | 13 | 23 | 4   | —  |
| 2005 | Гохфільцен      | 23  | 12  | 22 | 25 | 3   | —  |
| 2005 | Ханти-Мансійськ | —   | —   | —  | —  | —   | 11 |
| 2006 | Поклюка         | —   | —   | —  | —  | —   | 14 |
| 2008 | Естерсунд       | 19  | —   | —  | —  | 5   | —  |
| 2009 | Пхенчхан        | 33  | 9   | 26 | 26 | 4   | 9  |
| 2011 | Ханти-Мансійськ | 58  | —   | —  | —  | —   | —  |

## Кар'єра в Кубку світу
- Дебют в кубку світу — 13 грудня 1998 року в індивідуальній гонці в Гохфільцені — 32 місце.
- Перше попадання в залікову зону — 1 грудня 2000 року в спринті в Гохфільцені — 30 місце.
- Перше попадання на розширений подіум — 23 січня 2002 року в індивідуальній гонці в Антхольці — 4 місце.
- Перший подіум — 24 березня 2002 року в мас-старті в Осло — 3 місце.
- Перша перемога — 21 грудня 2002 року в естафеті в Брезно-Осорбліє — 1 місце.

## Загальний залік в Кубку світу
- 2000–2001 — 32-е місце
- 2001–2002 — 21-е місце
- 2002–2003 — 29-е місце
- 2003–2004 — 19-е місце
- 2004–2005 — 30-е місце
- 2005–2006 — 13-е місце
- 2007–2008 — 65-е місце
- 2008–2009 — 39-е місце
- 2009–2010 — 74-е місце
- 2010–2011 — 92-е місце

## Статистика стрільби
| № п/п | Сезон     | Загальна         | Індивідуальна гонка | Спринт          | Гонка переслідування | Мас-старт       | Естафета        |
| ----- | --------- | ---------------- | ------------------- | --------------- | -------------------- | --------------- | --------------- |
| 1     | 1998-1999 | 76,9 % (100/130) | 75,0 % (30/40)      | 70,0 % (21/30)  | 81,7 % (49/60)       | 0,0 % (0/0)     | 0,0 % (0/0)     |
| 2     | 2000-2001 | 86,2 % (288/334) | 82,5 % (66/80)      | 82,0 % (82/100) | 88,8 % (71/80)       | 95,0 % (19/20)  | 92,6 % (50/54)  |
| 3     | 2001-2002 | 85,6 % (314/367) | 90,0 % (72/80)      | 87,1 % (61/70)  | 80,0 % (112/140)     | 95,0 % (19/20)  | 87,7 % (50/57)  |
| 4     | 2002-2003 | 74,6 % (262/351) | 78,3 % (47/60)      | 73,3 % (66/90)  | 73,3 % (44/60)       | 80,0 % (32/40)  | 72,3 % (73/101) |
| 5     | 2003-2004 | 79,5 % (346/435) | 81,7 % (49/60)      | 76,0 % (76/100) | 80,0 % (128/160)     | 78,8 % (63/80)  | 85,7 % (30/35)  |
| 6     | 2004-2005 | 79,2 % (316/399) | 80,0 % (64/80)      | 77,0 % (77/100) | 78,8 % (63/80)       | 78,8 % (63/80)  | 83,1 % (49/59)  |
| 7     | 2005-2006 | 84,0 % (373/444) | 88,3 % (53/60)      | 86,0 % (86/100) | 78,3 % (94/120)      | 90,0 % (90/100) | 78,1 % (50/64)  |
| 8     | 2007-2008 | 80,6 % (175/217) | 83,3 % (50/60)      | 75,7 % (53/70)  | 88,3 % (53/60)       | 0,0 % (0/0)     | 70,4 % (19/27)  |
| 9     | 2008-2009 | 80,2 % (300/374) | 81,3 % (65/80)      | 83,0 % (83/100) | 77,0 % (77/100)      | 75,0 % (15/20)  | 81,1 % (60/74)  |
| 10    | 2009-2010 | 79,8 % (95/119)  | 95,0 % (38/40)      | 76,0 % (38/50)  | 0,0 % (0/0)          | 0,0 % (0/0)     | 65,5 % (19/29)  |
| 11    | 2010-2011 | 79,1 % (87/110)  | 81,7 % (49/60)      | 83,3 % (25/30)  | 65,0 % (13/20)       | 0,0 % (0/0)     | 0,0 % (0/0)     |